# Іспанська імміграція на Кубу
Імміграція іспанців на Кубу почалася в 1492 році, коли іспанці вперше висадились на острові, та триває донині. Перше виявлення іспанського човна, що наближався до острова відбулося 27 жовтня 1492 року, імовірно у Бараяї на східній точці острова. Під час своєї першої подорожі до Америки Колумб відплив на південь від теперішніх Багамських островів, щоб дослідити північно-східне узбережжя Куби та північне узбережжя Еспаньйоли. Христофор Колумб прибув на острів, вважаючи, що це півострів материкової Азії.

## Раннє заселення

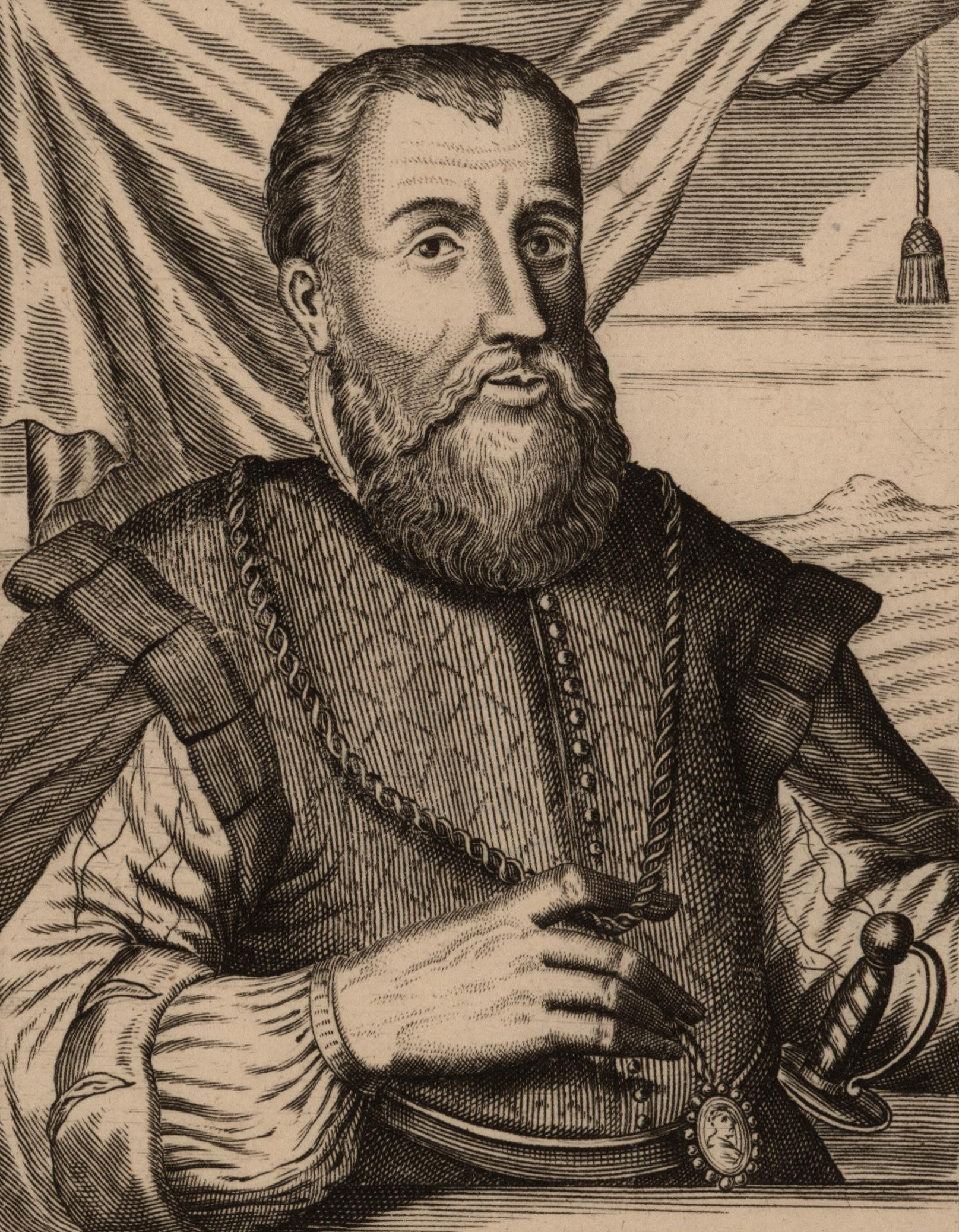
Дієго Валескес де Куеллар підкорив і був першим губернатором Куби.

У 1511 р. Дієго Веласкес де Куельяр вирушив із трьома кораблями та армією з 300 чоловік з Еспаньйоли до першого іспанського поселення на Кубі з наказом Іспанії завоювати острів. Поселення було в Баракоа, але нові поселенців змушені були зустріти із жорстким опором місцевого населення Тайно. Спочатку Тайнос був організований касиком (отаманом) Хатуей, який сам переїхав з Еспаньйоли, щоб уникнути жорстокості іспанського панування на цьому острові. Після тривалої партизанської кампанії Хатуей та наступні отамани були схоплені та спалені живцем, і протягом трьох наступних років іспанці отримали контроль над островом. У 1514 році було засновано поселення в тому, що мало стати Гаваною.

## Історичний вплив

### Мова
Іспанську мову на Кубу завезли іспанці. Кубинська іспанська походить значною мірою від іспанської, якою розмовляють на Канарських островах та є найбільш схожою на неї. Куба багато в чому своїм мовленнєвим моделям та акцентам зобов’язана важким канарським міграціям 19-го та початку 20-го століть.

### Релігія
Куба традиційно є католицькою країною. Римо-католицька релігія була завезена на Кубу іспанськими колоніалістами на початку 16 століття та є найбільш поширеною вірою. Після революції Куба стала офіційно атеїстичною державою та обмежила релігійну практику. Починаючи із Четвертого конгресу комуністичної партії Куби у 1991 році, обмеження були послаблені та за даними Національного католицького спостерігача, прямі загрози державних установ щоодо права на релігію майже зникли, хоча церква все ще стикається із обмеженнями письмових та електронних зв’язків, і може приймати пожертви лише із затверджених державою джерел фінансування.
Римо-католицька церква складається із Кубинської католицької єпископської конференції (СОСС), яку очолює Хайме Лукас Ортега і Аламіно, кардинал-архієпископ Гавани. 
Римо-католицька церква вважає, що 60 відсотків населення є католиками. Але на католицьку церкву накладаються державні обмеження, і їй не дозволяється мати власні школи чи засоби масової інформації. За статистичними даними, католики становлять 71,79% населення Гавани, 69,24% Матанси, 63,15% Камагуей та Сантьяго де Куба, маючи найнижчий відсоток католиків — 23,81%.

## Хвилі імміграції
Європейська спадщина кубинців походить переважно з одного джерела: іспанців (включаючи канарців, астурійців, каталонців, галісійців та кастильян). Корінне біле населення — майже всі нащадки іспанців, і більшість небілих кубинців також мають іспанське походження.

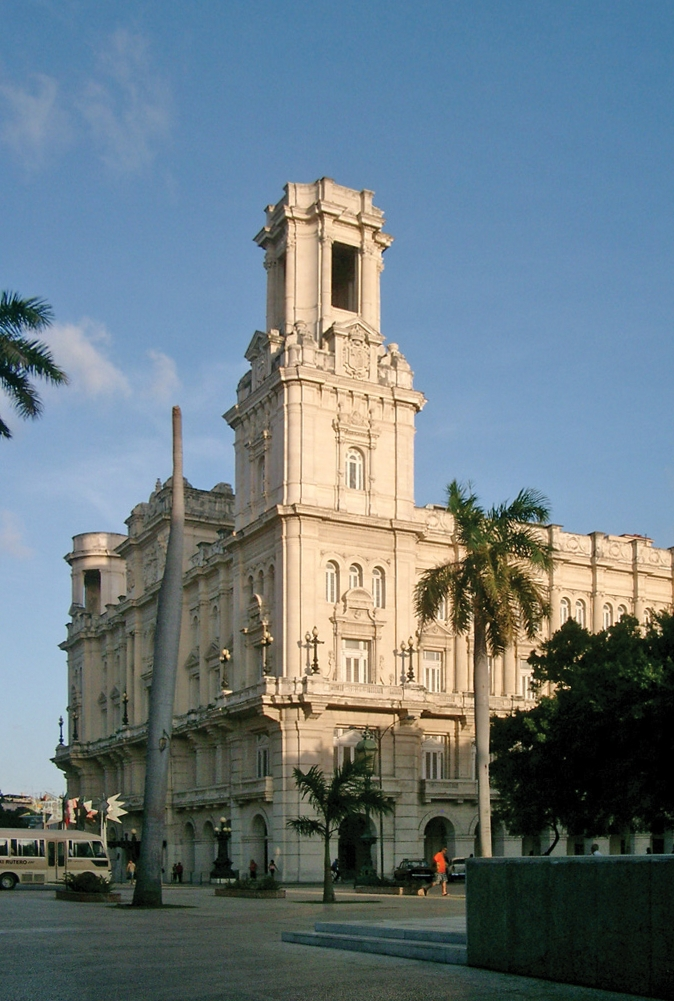
Будинок Паласіо дель Центро Астуріано був створений як місце соціального возз'єднання астурійських іммігрантів.

### Початок 20 століття
Протягом чотирьох років, між 1916 і 1920 роками, Куба була першим великим пунктом призначення іспанських мігрантів у Латинській Америці (близько 60%), а другим основним пунктом призначення, після Аргентини, між 1900 і 1930 роками.
Інші результати показують, що між 1902 і 1931 роками 780 400 (60,8%) були з Іспанії, 197 600 (15,4%) з Гаїті, 115 600 (9,0%) з Ямайки та 190 300 (14,8%) інших країн.

### Сучасна ситуація
Згідно з поточною статистикою, на Кубі проживає понад 9566 канарців, 23185 андалузців та 11114 галісійців.